# Severin Brørby

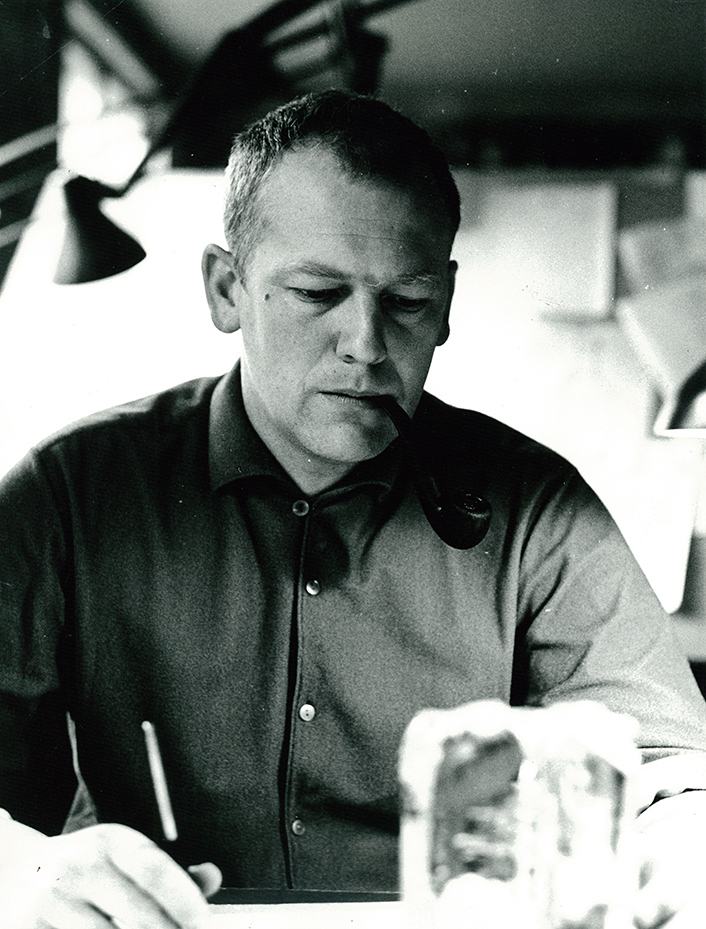
Severin Brørby

Severin Petter Brørby (* 19. November 1932 in Hønefoss; † 5. März 2001 in Jevnaker) war ein norwegischer Glaskünstler, der große Teile seines Arbeitslebens für die Glashütte Hadeland Glassverk tätig war. Seine Entwürfe mit Titeln wie Severin, RA oder Barbara folgten dem Skandinavischen Design im Stil des Mid-century modern.

## Leben
Severin Brørby war Sohn des Einar Brørby und der Solveig Andreassen. Er war verheiratet mit Astrid Ingeborg Heggen. Er wuchs in Jevnaker in der Provinz Oppland unweit der Glashütte der Hadeland Glassverk auf. Er war fasziniert von der Arbeit dort und beschäftigte sich dort für kurze Zeit mit Glasgravuren. Zwischen 1952 und 1955 studierte Brørby am Institut für Metallurgie und Keramik der norwegischen Nationalen Akademie für Handwerk und Kunst (Statens Håndverks- og Kunstindustriskole) in Oslo, wo er Schüler von Ingeborg von Hanno und Oskar Sørensen war. Brørby war Mitglied der Vereinigung für Angewandte Kunst (Foreningen Brukskunst).

### Werk

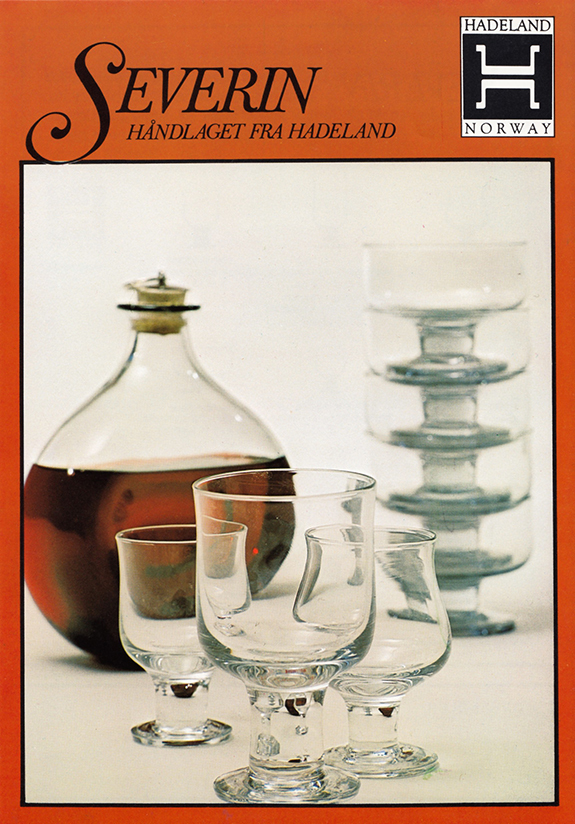
Trinkglasreihe Severin

Ab 1956 arbeitete Brørby als Designer beim Hadeland Glassverk, für das zuvor bereits Entwerfer wie Willy Johansson und Arne Jon Jutrem tätig waren. Zusammen prägten sie Hadelands künstlerisches Profil. Brørbys erstes Kunstglas von 1957 trug die Bezeichnung K-7001 und stellte eine längliche, konisch geformte blaue Vase dar, die in einer abgerundeten Oberseite und einer spitzen Öffnung mündete. Zusammen mit seinen Kollegen Johansson, Jutrem und Haakon Bjørklid nahm Brørby an der Kunstglasausstellung teil, die 1959 vom New Yorker Corning Museum of Glass organisiert wurde. Hier zeigte er die einfache Vase K-7006. Es folgten die in verschiedenen Größen und Farben hergestellten blockförmigen Vasen K-7015 bis K-1718, bei denen sich die Farbkombination mit dunkelblauem Kern und umgebender tiefgrüner Farbe als populär erwies.
Neben den Kunstglasartikeln entwickelte Brørby um die gleiche Zeit verschiedene stapelbare Trinkgläser, die unter dem Titel Severin von 1961 bis etwa 1994 hergestellt wurden. 1963 folgte das Modell Kongsvoll, eine Karaffe. Das Cocktail-Set Manhattan stammt aus dem Jahr 1967, der Glasbecher Pub erschien 1968. Im Januar 1971 brachte Hadeland Glassverk eine Kollektion Brørbys auf den Markt, die aus Blumenschalen der Digel-Serie und dem Cocktail-Set Ringo bestand. Digel hatte eine leicht abgerundete Form, die sich nach oben verengte, wo sich ein Farbband in dunklem Orange und ein weiteres Band am Rand in einem ähnlichen Ton befanden. Digel war auch in gelb mit einer säurebehandelten, matten Oberfläche erhältlich. Das Cocktail-Set Ringo folgte diesem Konzept, wurde jedoch nicht mit matter Oberfläche produziert. Die Vasenreihe Citrus entstand ebenso 1971. Im Herbst desselben Jahres brachte Hadeland Glassverk Brørbys Gläser- und Schüsselset Barbara auf den Markt, das ab 1972 in 16 Teilen und Größen erhältlich war; zur Ergänzung wurde ein Salz- und Pfefferset mit dem Titel Gourmotten hergestellt. Brørbys größter kommerzieller Erfolg war um 1975 die Pressglas-Serie Furu (Kiefer) mit Schalen, Tellern und Kerzenhaltern, deren Reliefmotiv einen Zweig mit Kiefernadeln zeigt. Das Schüsselset Monte Carlo folgte 1979.
1984 wollte Severin Brørby die Kontrolle über den gesamten Fertigungsprozess übernehmen und verließ in der Folge Hadeland Glassverk, um in Åmot in Modum eine eigene Glashütte einzurichten, wo er auch Leuchten für T. Røste & Co. entwarf. Die Entfernung von seinem Wohnort und die einhergehende lange Anreise führten dazu, dass Brørby 1990 die Produktion nach Vik in der Gemeinde Hole verlegte. Zwischenzeitlich entwarf er zudem Glasobjekte für eine Manufaktur in der Türkei. Kurz darauf erkrankte Brørby; im folgenden Jahr musste seine Glashütte schließen. Er verstarb 2001.

### Stipendien und Reisen
- Stipendium der Janson-Stiftung (Helmich Janson og Marcia Jansons legat), 1972 und 1978
- Italien, 1973
- Studienreise nach Kanada und in die Vereinigten Staaten von Amerika, 1966
- Tschechoslowakei, 1968
- Stipendium der Stadt Oslo, 1967

### Ausstellungen (Auswahl)
Severin Brørby zeigte seine Arbeiten auf folgenden Ausstellungen:
- Nordisk Glas 1978, Växjö 1978
- Kunstsammlungen der Veste Coburg, Coburg 1977
- Tendenser,  Galleri F15, Moss 1976, 1972
- Maihaugen, Lillehammer 1971, 1967–1969
- Norden, Aarhus 1969
- Design in Scandinavia, Australien 1968–1969
- Expo 67, Montreal 1967
- Norwegische Angewandte Kunst, Kiel 1966
- Norsk Brukskunst, Vestlandske Kunstindustrimuseum, Bergen 1966
- Unga nordiska formgivare (Junge nordische Designer),  Röhss'sches Kunstgewerbemuseums, Göteborg, Schweden 1962
- 12. Triennale, Mailand, 1960
- Kunstnernes Hus, Oslo 1956

### Arbeiten in Museen
Entwürfe von Severin Brørby befinden sich heute unter anderem im Bestand von:
- British Museum[1] in London.
- Corning Museum of Glass, New York
- Designmuseum Danmark, Kopenhagen
- KODE 1 (Vestlandske kunstindustrimuseum), Bergen
- Kunstsammlungen der Veste Coburg, Coburg
- Museum Sønderjylland Kulturhistorie Tønder, Tønder
- Nasjonalmuseet, Oslo
- Nordenfjeldske Kunstindustrimuseum, Trondheim

### Auszeichnungen (Auswahl)
Severin Brørby erhielt folgende Auszeichnungen:
- Jacob-Preis (Jacobprisen), Norwegen 1979
- Preis des Rates für Glas-, Porzellan- und Feuersteindesign (Rådet for Glass, Porselen og Flints Designpris), 1979
- Urkunde für hervorragende Leistungen, Coburg 1977
- Die gute Industrieform, Hannover 1972
- Gutes norwegisches Design (Merket for god, norsk design), 1958, 1961, 1962, 1963, 1967, 1968, 1971